# Reg Smythe
Pour les articles homonymes, voir Smythe.
 (octobre 2018).
Si vous disposez d'ouvrages ou d'articles de référence ou si vous connaissez des sites web de qualité traitant du thème abordé ici, merci de compléter l'article en donnant les références utiles à sa vérifiabilité et en les liant à la section « Notes et références ».
Reginald « Reg » Smythe est un auteur de bande dessinée anglais, né le 10 juillet 1917 à Hartlepool en Angleterre, et mort dans la même ville, le 13 juin 1998. Il est surtout connu pour être l'auteur de la série Andy Capp.

## Sa jeunesse et la guerre
Reg Smythe, Reginald Smyth de son vrai nom, était un dessinateur britannique né à Hartlepool le 10 juillet 1917. Son père Richard Smyth, était constructeur de navire aux chantiers navals, et formait avec sa mère Florence une famille pauvre. À 14 ans, il est garçon-livreur pour un boucher. En 1936, il s'engage dans les Royal Northumberland Fusiliers de l'armée britannique et est envoyé en Égypte. Il fait la guerre en Afrique du Nord comme canonnier et reçoit en 1945 le grade de sergent. Il envoie déjà à l'époque des cartoons à des magazines du Caire. Démobilisé en 1946, il quitte Hartlepool pour Londres où il devient employé dans un bureau de Poste.

## Ses premières œuvres
Il continue à dessiner et envoie chez un agent de presse plus de 30 dessins dont certains seront achetés et publiés. Il devient alors un cartooniste occasionnel pour plusieurs revues et journaux. Mais il essuie aussi beaucoup de refus. Il déclarera plus tard avoir expédié plus de 6000 dessins avant d'avoir une seule et unique occasion. 

## Andy Capp
Depuis 1954, Smythe publiait ses cartoons dans le Daily Mirror, mais c'est le 5 août 1957 qu'il crée le personnage d'Andy Capp pour l'édition locale du Nord. Le nom sera inspiré par le mot handicap (idem en anglais) et Florrie sera inspirée par sa mère.  Andy Capp aura plusieurs sources d'inspiration : son père comme buveur tapageur et brutal,  mais aussi  Smythe lui-même. Il admettait en 1965 ne rien faire lorsqu'il rentrait à la maison. Ses amis serviront comme modèle pour le barman, la barmaid, et pour le sergent de police. C'est seulement le 14 avril 1958 que le cartoon se transforme en bande quotidienne. Cette année-là sort également son premier album. Le 20 mai 1960, Reg Smythe crée pour une nouvelle revue pour la jeunesse : Buster, fils d'Andy Capp. Il cède cependant ce fils à d'autres dessinateurs. Pendant 40 ans, notre auteur continuera seul les gags du chômeur. Il décrira Andy en 1963 comme son « meilleur ami ».
En 1966, Smythe devient l'un des fondateurs de la British Cartoonists Association. En 1966, il gagne déjà 25 000 £ par an, ce qui est considérable à l'époque. Cela vient en grosse partie du fait que ses bandes furent très bien accueillies aux États-Unis par l'intermédiaire des Syndicates. Le Chicago-Sun-Tribune fut le premier à les publier. Reg vit à Londres jusqu'en 1976, puis se décide à retourner vivre à Hartlepool  qu'il trouve très changé depuis son enfance. Cela est dû au déclin des chantiers navals et de l'industrie locale. Andy Capp est à cette époque récupéré par la publicité, notamment pour de la bière et pour la Poste. 
En 1982, un spectacle musical est créé à Manchester avec Tom Courtenay dans le rôle d'Andy. Malgré une critique peu favorable du Financial Times, le spectacle est un succès relatif et passe de Manchester à Londres, à l'Aldwych Théâtre. Curieusement il connut ensuite un gros succès en Finlande. C'est en 1983 qu'Andy Capp et Reg Smythe arrêtent de fumer, politiquement correct oblige. En 1988, la Chaîne de télévision ITV se décide à produire une série pour le petit écran. Celle-ci sera adaptée par Keith Waterhouse avec en vedette principale James Bolam, que l'on a pu revoir récemment dans la série Barnaby. Du 22 février au 28 mars 1988, six épisodes de 30 minutes sont réalisés. Mais c'est un échec et vu la médiocre audience, une seconde série en préparation est annulée.  Dans cette courte série, les personnages ont un accent cockney (dialecte  londonien) fort prononcé, ce qui les situent donc dans un quartier populeux de la capitale. Un échec, malgré une très bonne interprétation.  
En 1997, une jeune femme nommée Mandy Capp apparaît dans les pages du Daily Mirror. Elle est décrite par l'éditeur comme la fille illégitime du misérable vieil Andy Capp. Ce n'était pas dessiné par Reg Smythe et devint une bande quotidienne. Pour revenir à Andy, l'auteur déclara que jamais il ne fut censuré et aucun de ses gags ne fut supprimé. 
Smythe meurt le 13 juin 1998 à Hartlepool, d'un cancer du poumon. Il avait alors une grande réserve de gags non-publiés. Mais son dernier contrat prévoyait que Andy Capp pouvait être repris. Et finalement la série sera continuée par les dessinateurs Roger Mahoney et Roger Kettle. En juin 2007, une statue d'Andy est inaugurée sur une place d'Hartlepool à la grande joie de Madame veuve Smythe qui déclara que Reg aurait apprécié cet hommage. On peut en trouver une image sur le site Web d'Hartlepool,.

## Distinctions
- 1969 :  Grand Guinigi de l'auteur étranger pour la création d'Andy Capp
- 1975 :  Prix du comic strip humoristique de la National Cartoonists Society pour Andy Capp
- 1977 :  Prix de la meilleure œuvre comique étrangère au festival d'Angoulême pour Andy Capp, t. 2 : Si c'est pas pire, ça ira !